# Moksha
Moksha (sanskrit "befrielse") är ett begrepp inom hinduismen, inom vilka alla varelser ständigt återföds i samsara. Vad den enskilda människan bör sträva efter är att genom rätt träning uppgå i världsalltet genom moksha, vilket betyder "befrielse från återfödande".
Moksha är i de indiska religionerna och filosofin, ända från brahmansk tid ned till buddhismen och de hinduiska tron, ett begrepp som innebär lösgörande och befrielse från världskretsloppets (samsaras) bojor. Som en ständig återfödelse till nya tillvaroformer och i följd därav en alltjämt upprepad död från dem är samsara totaliteten av allt tillvarons lidande (det jordiska helvetet), som det är den högsta salighet att vinna befrielse (moksha) från.
Tillvaroformernas art och grad bestäms av de föregående tillvarelsernas handlande (karman). Å ena sidan kan man tänka sig denna moksha möjlig, först när intet vidare handlande är möjligt; men å andra sidan är det enligt indiskt åskådningssätt själva handlandet, som fjättrar vid samsara. Här finns en motsägelse, som aldrig blivit löst i den indiska tankeutvecklingen. Det är en från offer- och trolldomstekniken ärvd tanke, när man inför vetandet (vidya) om tingens sanna värde som hävstång för moksha. Men förvärvandet av detta vetande blir faktiskt högre makters ingripande. Ett absolut vetande redan här i livet för fram till jivanmukti ("befrielse här i livet"), då endast den karma, som börjat bära frukt, skall löpa ut, men icke skall resultera i någon ny återfödelse. Med döden kommer så fullständig befrielse för den från karmans välde frigjorde. 
Vetandet, insikten, kunde nås på flera vägar: som viktigast har sedan äldsta tider gällt den inre försänkningen, intuitionen, den starkt stegrade självbetraktelsen (yoga, dhyana), som kunde löpa ut i olika grader av extas med dess följder, allmakt, allvetande och så vidare. För de olika religiösa och filosofiska systemen gälla olika medel och vägar för uppnående av slutmålet, särskilt olika arter av späkningar och askes (tapas) i olika grader. En fullkomlig hängivenhet (bhakti) för den personligt tänkte guden (Bhagavat, Krishna) är huvudvägen inom en av de förnämsta sekterna av hinduismen. Den heliga åttadelade vägen, som ärvts såsom term även i buddhismen, omfattade sålunda till exempel handlande, kunskap, hängivenhet (karmamarga, jnanamarga, bhaktimarga) och så vidare. Buddhismen förkastade späkningens väg, men full klarhet fås inte, på vilka vägar man kan nå moksha eller nirvana, som är buddhisternas term för moksha. 
Om arten och värdet av det stadium eller den tillvaroform (respektive absolut förintelse), som vinns i och med moksha, har man olika uppfattning efter olika system, sekt och tro. Så till exempel är moksha enligt Adi Shankaras vedantistiska system själens medvetande av att den är förenad med och identisk med det absoluta (brahman) utan vidare individualitet. Sankhyaläran anser, att själen i och med moksha ernått klarhet om att den är skild från materien och att det inte är själen, utan materien, som handlar, samt genom denna insikt känner sig (med bibehållande av individualitet) för evigt frigjord från materien. I buddhismen läggs huvudvikten på den intuitiva kunskapen i form av extatisk meditation (dhyana), som meddelar trolldomskraft och är det förnämsta medlet att slå in på vägarna till nirvana. Men dhyana kan inte på verksamt sätt utföras, om inte själen genom dygd och lidelsernas undertryckande är förberedd för densamma. I dhyana uppgår då vissheten om de fyra heliga sanningarna om lidandet, lidandets uppkomst (av törsten, livsåtrån), lidandets upphävande medelst törstens upphävande och den åttadelade vägen. Slutmålet är den fullkomliga sinnesron här i livet redan (nirvana) eller slutligen i döden (parinirvana).